# Чернец (приток Прудницы)
Черне́ц (бел. Чарне́ц) — река в Городокском районе Витебской области Белоруссии. Левый приток реки Прудница (бассейн Оболи).
Длина реки составляет 11 км. Река вытекает из озера Долгое, течёт в юго-западном направлении и впадает в реку Прудница с левой стороны в 0,7 км к западу от деревни Прудок. Русло пролегает по территории Городокской возвышенности.
Русло на протяжении 4,2 км канализовано. Окружающая местность существенно заболочена.
Неподалёку от реки находятся деревни Осмота и Тарасово.